# Gimli Industrial Park Airport
Gimli Industrial Park Airport är en flygplats i Kanada.   Den ligger i provinsen Manitoba, i den sydöstra delen av landet, 1 700 km väster om huvudstaden Ottawa. Gimli Industrial Park Airport ligger 229 meter över havet.
Terrängen runt Gimli Industrial Park Airport är platt, och sluttar österut. Trakten runt Gimli Industrial Park Airport är nära nog obefolkad, med mindre än två invånare per kvadratkilometer.. Närmaste större samhälle är Gimli, 3,8 km öster om Gimli Industrial Park Airport.